# Вікторін Мерен
Вікторін-Луїза Мерен (фр. Victorine-Louise Meurent; 1844 — 1927) — французька художниця та натурниця.
Хоча вона відома як улюблена модель Едуара Мане, вона також була художницею, яка виставлялася на престижному Паризькому салоні. У 1876 році її картини були відібрані для оцінки журі салону.

## Біографія
Вікторін народилася в Парижі в сім'ї ремісників (її батько був патинатором, в той час як її мати була модисткою). Мерент почала позувати натурщицею у віці шістнадцяти років в студії Томи Кутюра. Для Мане вперше позувала в 1862 році для картини «Вуличний співак» . Мане помітив Вікторін, коли він побачив її на вулиці з гітарою.  Вона була примітна своїм мініатюрним ростом, за що отримала прізвисько Креветка, а також своїм рудим волоссям. Окрім гри на гітарі, Мерен також грала на скрипці, давала уроки гри на цих двох інструментах та співала на кафе . 

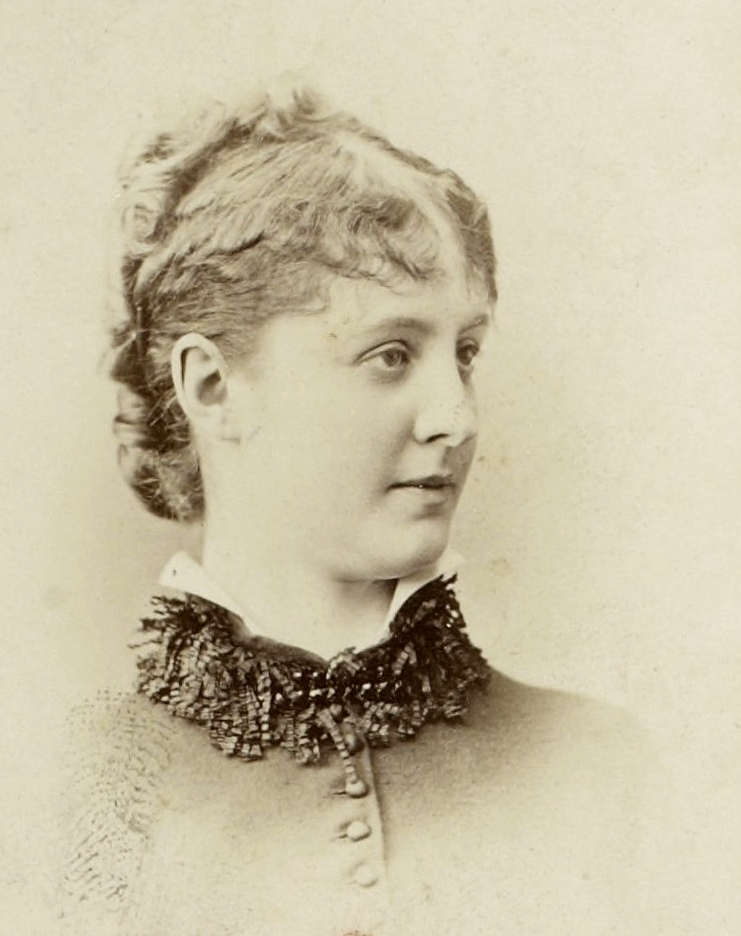
Портрет, 1862 рік

Мерен позувала для таких шедеврів Мане як Сніданок на траві та Олімпія. У той час вона також позувала для Едгара Дега та бельгійського художника Альфреда Стівенса, близьких друзів Мане.
Мане продовжувала використовувати Мерен як модель до початку 1870 -х років. Тоді вона почала відвідувати уроки мистецтва, і вони стали відчуженими, оскільки її тягнуло до академічного стилю живопису, проти якого виступав Мане. Остання картина Мане, на якій фігурує Мерен — Вокзал Сен-Лазар, написана в 1873 році . Картина вважається найкращим прикладом використання Мане сучасних предметів.
У 1875 році Мерен почала навчання у портретиста : Етьєна Леруа. Того ж року журі відхилило матеріали Мане. Роботи Мерен також були включені до виставок 1885 та 1904 років. Загалом Мерен виставлялася у Салоні шість разів. Вона також продовжувала позувати у 1880-х роках для Норберта Генетта і Анрі Тулуза-Лотрека.
У 1903 році за підтримки Шарля Германа-Леона та Тоні Роберта-Флорі Мерен включили до Французького товариства мистецтв. У 1906 році Мерен переїхала з Парижа до Коломба, де вона прожила з жінкою на ім'я Марі Дюфур до кінця свого життя.
Мерен померла 17 березня 1927 року.

## У творах Мане

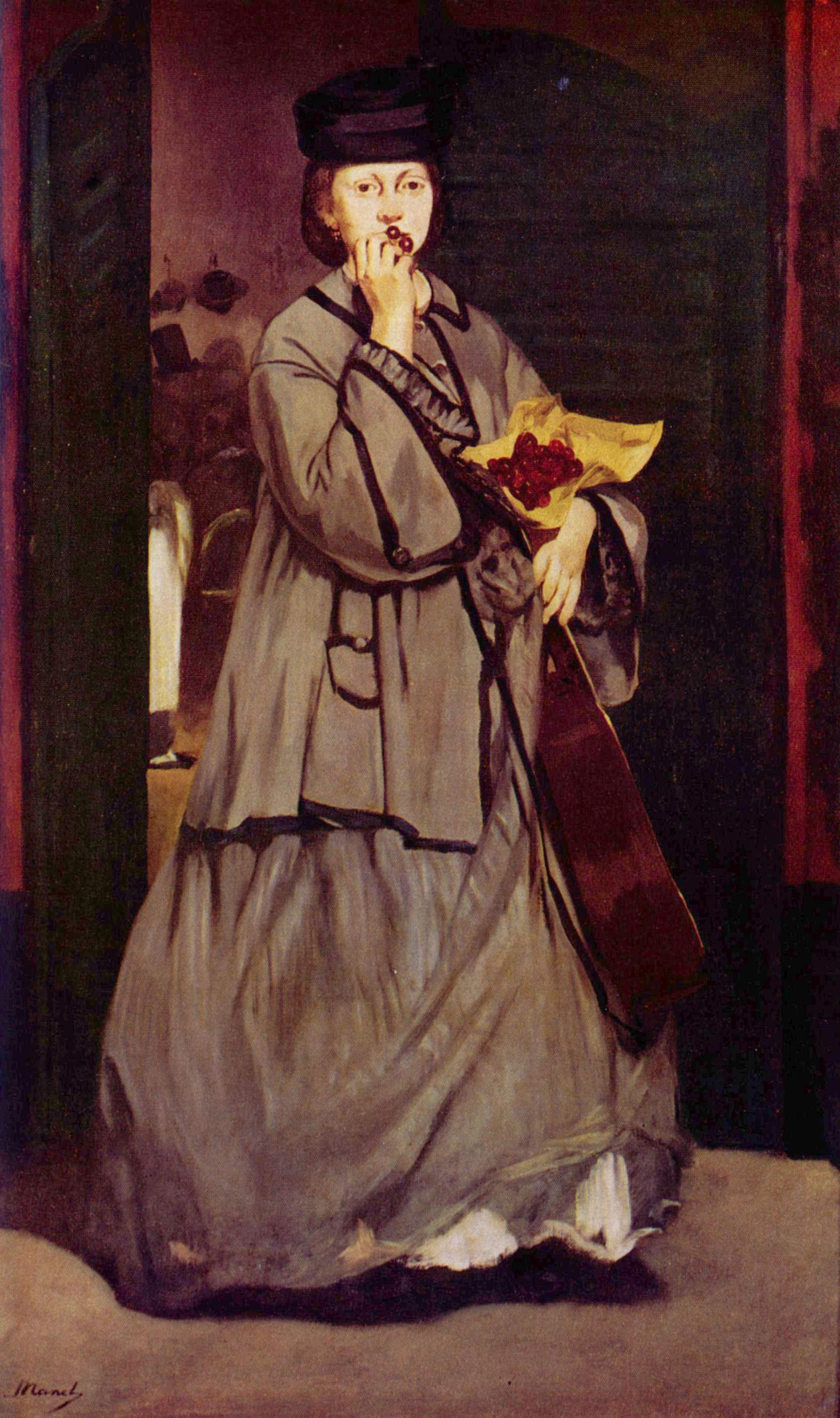
Вуличний співак. Музей витончених мистецтв (Бостон). 1862 рік
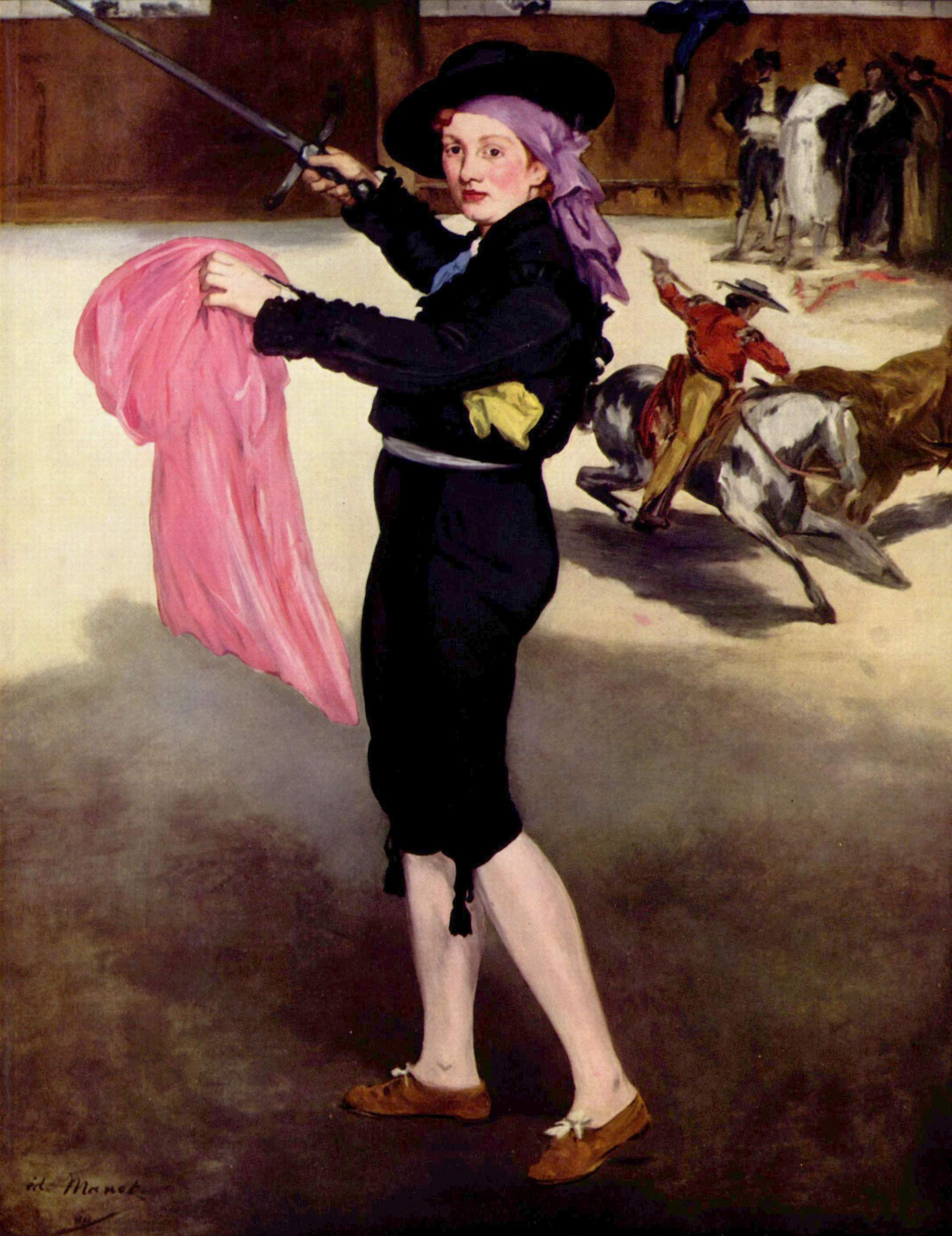
Вікторін в костюмі Матадора. Музей мистецтва Метрополітен. 1862 рік
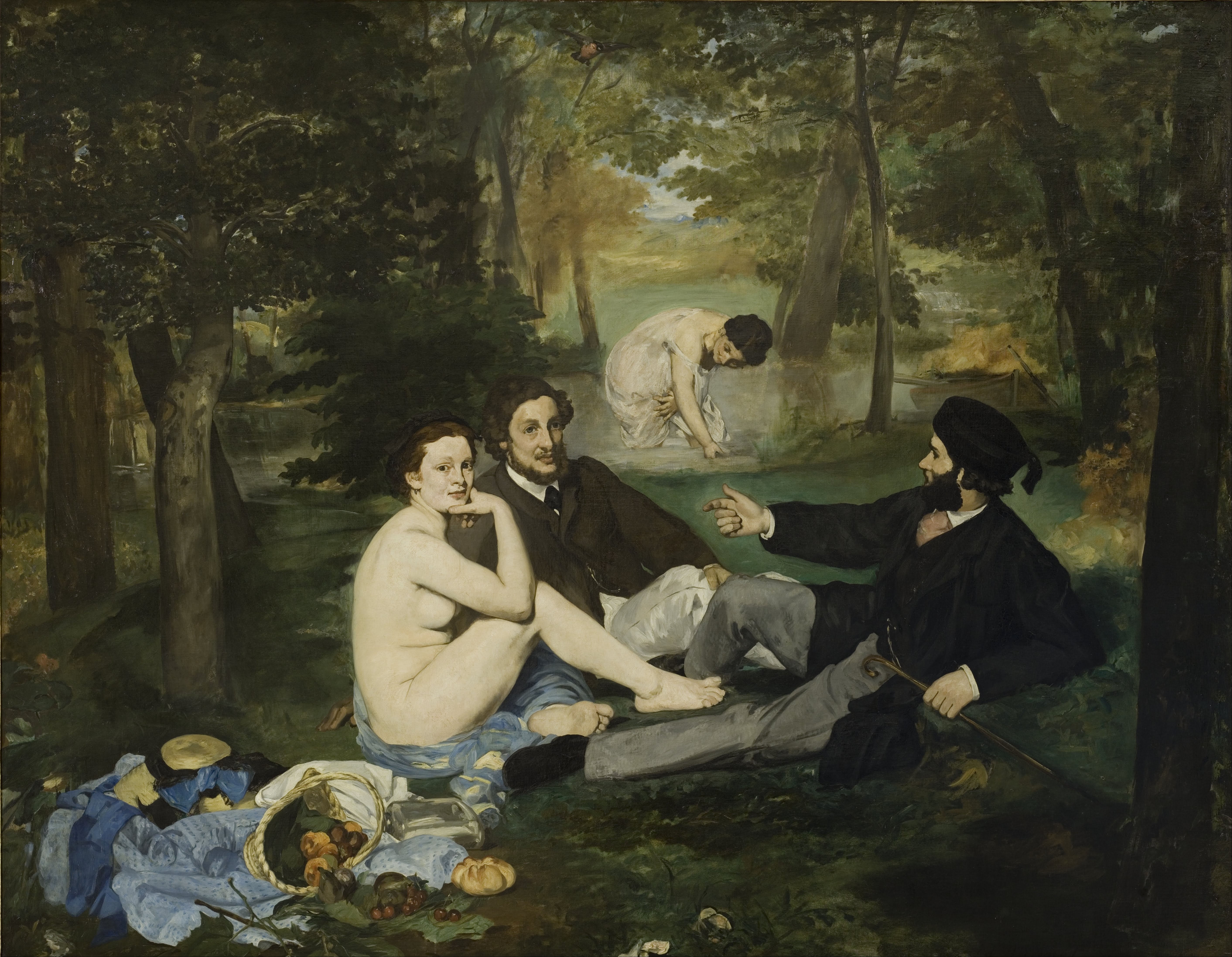
Сніданок на траві. Музей д'Орсе. 1862–1863
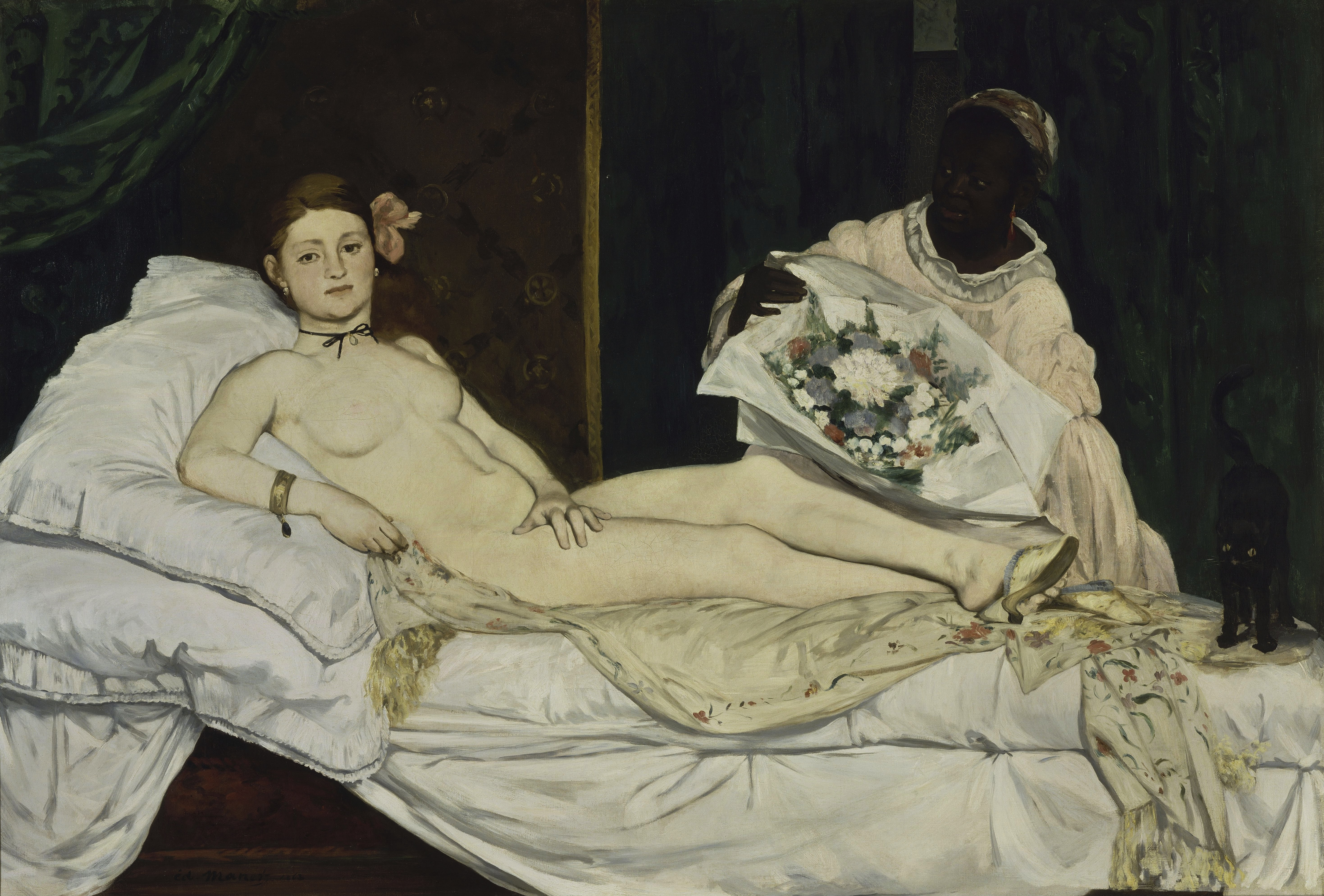
Олімпія. Музей д'Орсе. 1863 рік
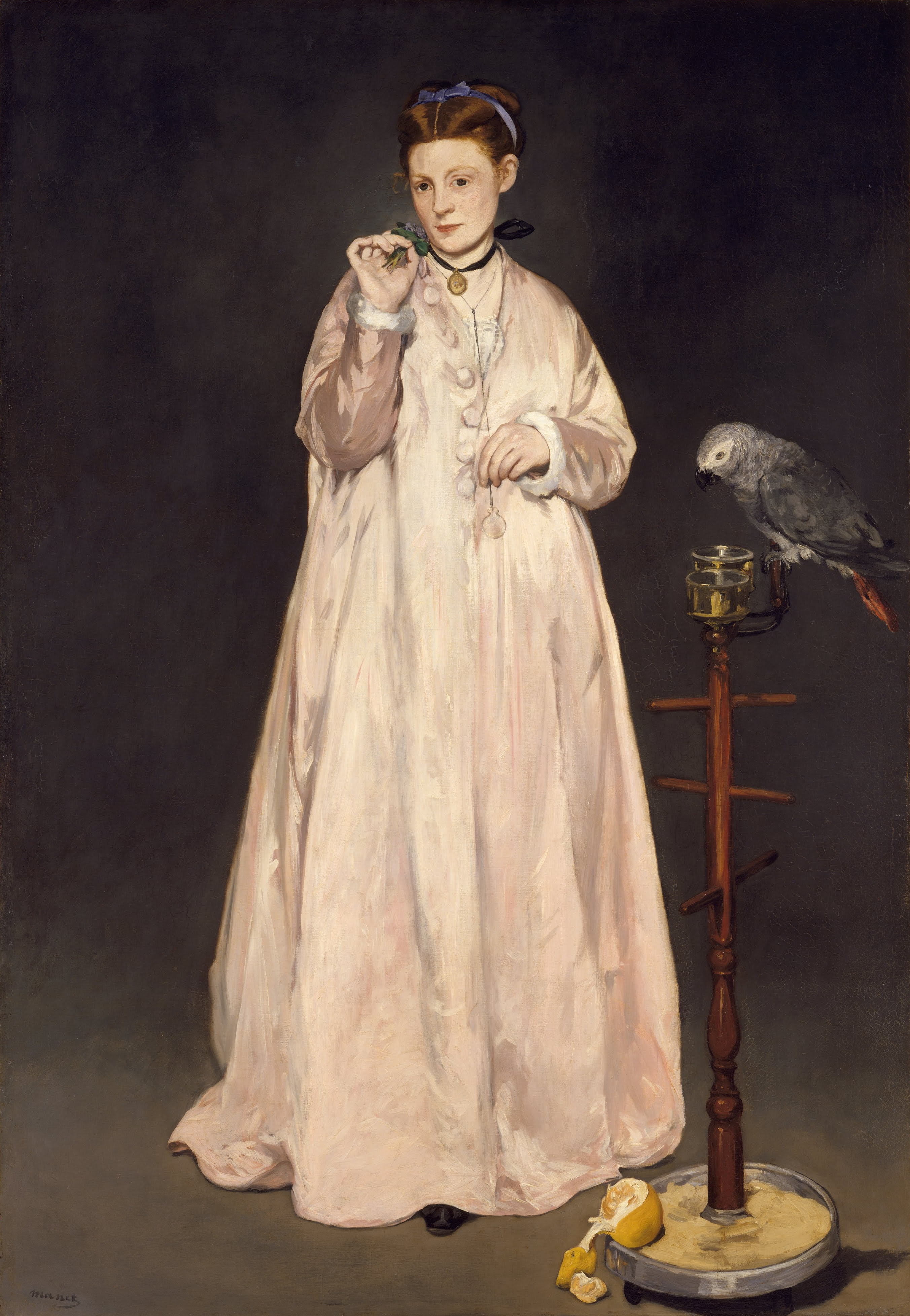
Жінка з папугою. Музей мистецтва Метрополітен. 1866 рік
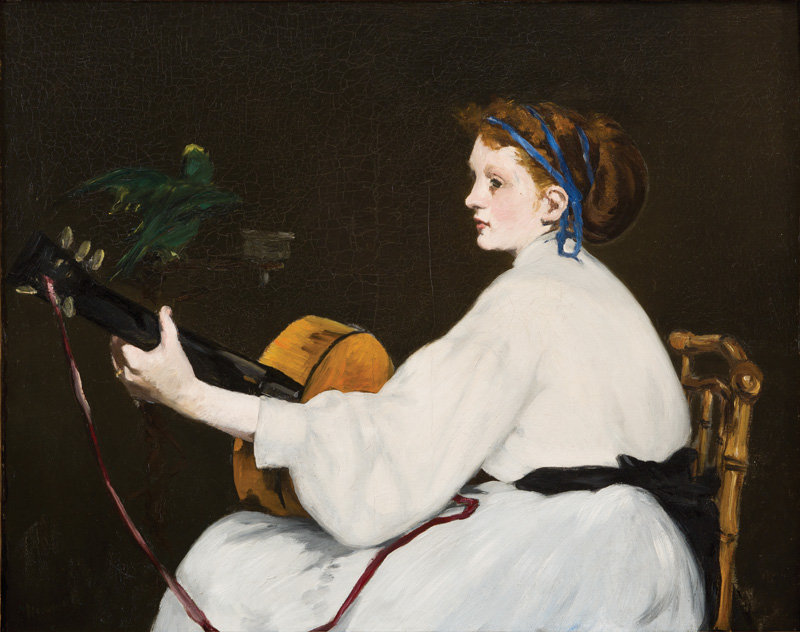
Гітарист, Музей Хілл-Стід. 1866
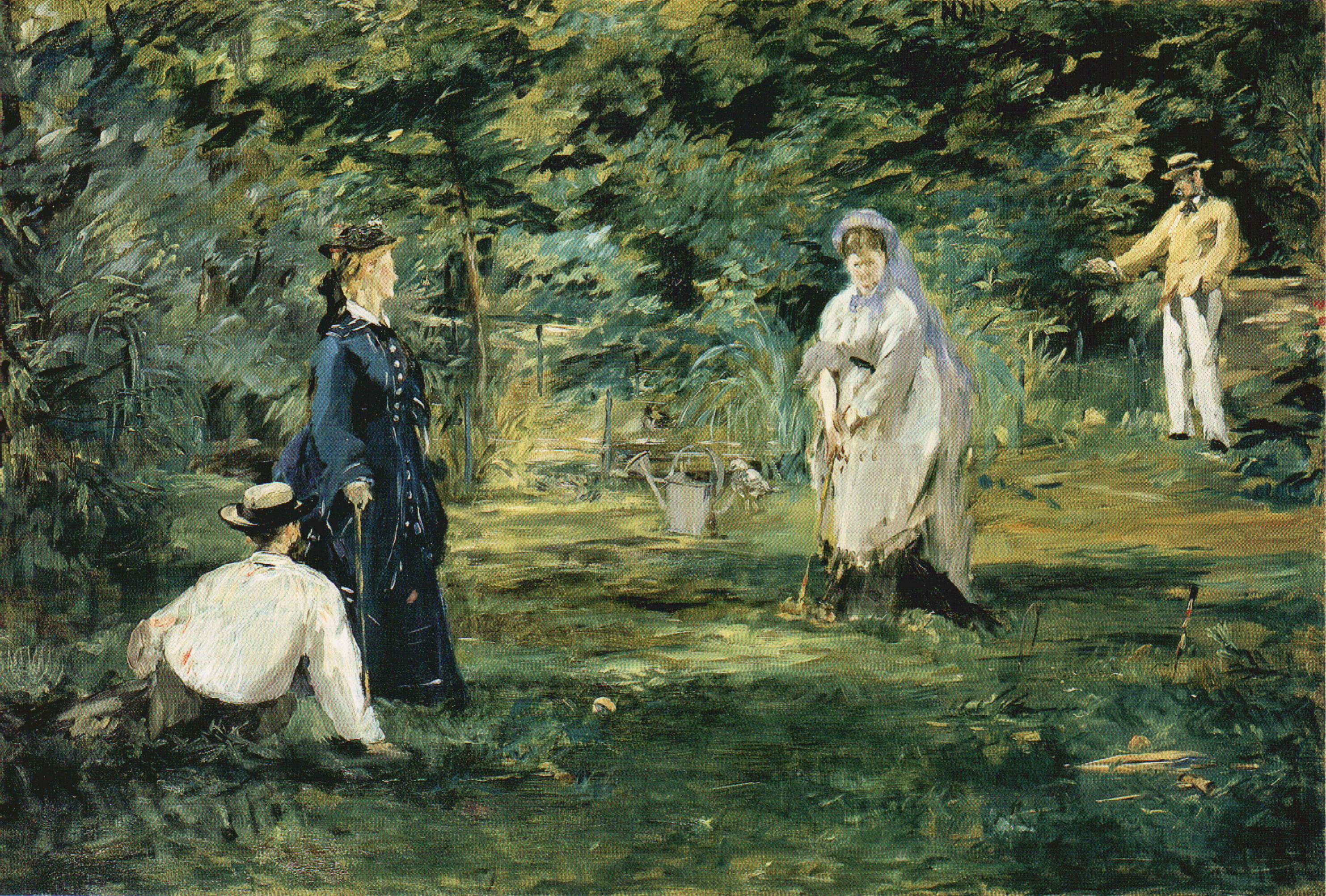
Гра в крокет. Штедель.1873 рік
Вокзал Сен-Лазар. Національна галерея мистецтва, Вашингтон. 1873 рік

## У творах Альфреда Стівенса

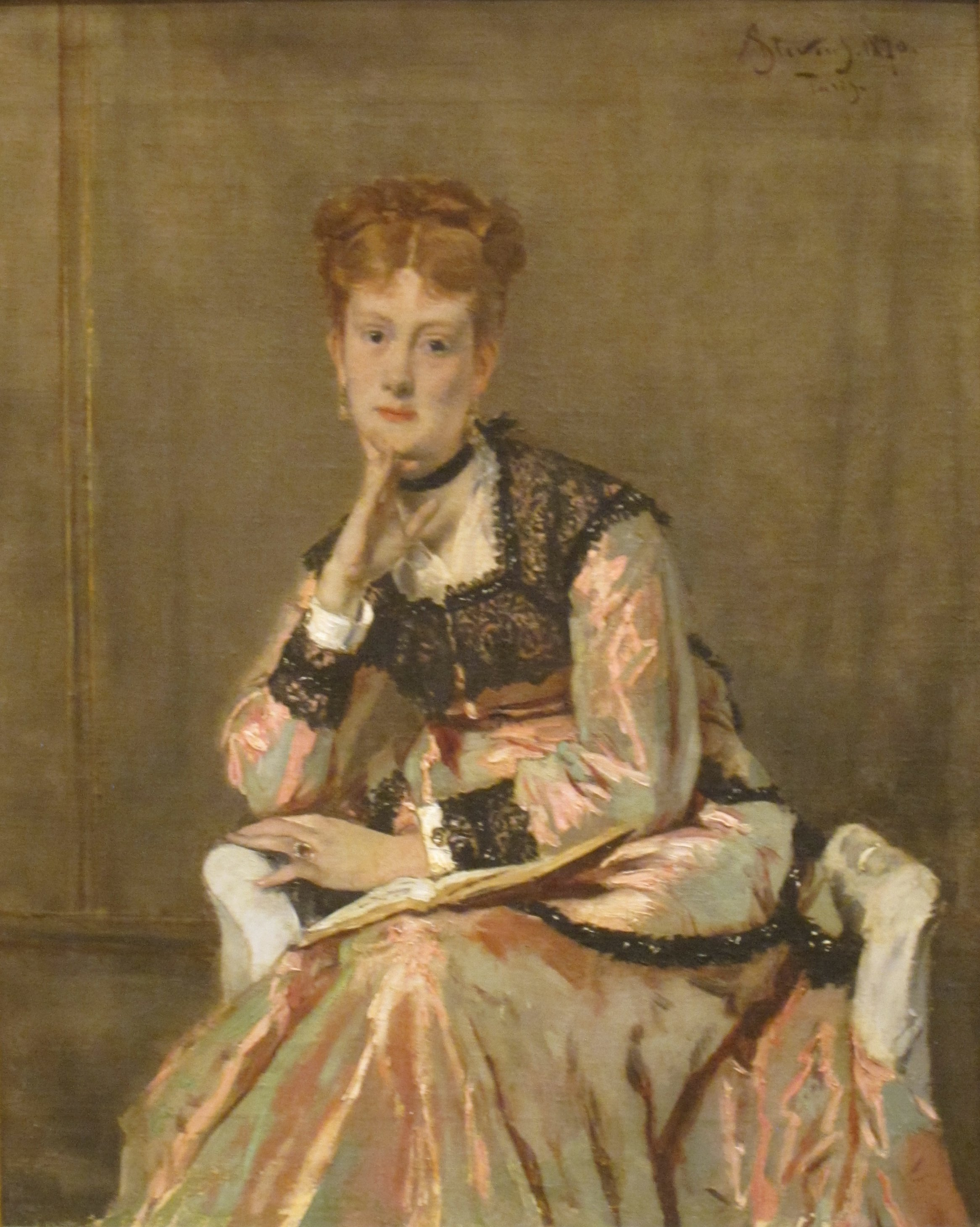
Паризький сфінкс. Музей мистецтв Сан-Дієго. 1870 рік